# Pietro Ribisi
Pietro Ribisi (Palma di Montechiaro, 29 aprile 1951 – Carinola, 11 ottobre 2012) è stato un mafioso italiano, legato a Cosa nostra.
È stato condannato all'ergastolo per l'omicidio del giudice Antonino Saetta e del figlio Stefano avvenuto il 25 settembre del 1988 lungo la strada statale 640 di Porto Empedocle. Muore suicida l'11 ottobre 2012 nel carcere di Carinola.

## Biografia

### I "fratelli terribili" di Palma di Montechiaro
Pietro Ribisi era uno dei sette "fratelli terribili", ufficialmente commercianti di olio ma in realtà esponenti di spicco di Cosa Nostra nel paese di Palma di Montechiaro (AG), che alla fine degli anni ottanta seminarono panico, morte e terrore in tutto il territorio palmese nel corso della guerra contro i clan emergenti della Stidda. La pericolosità dei fratelli Ribisi indusse il giudice agrigentino Rosario Livatino (ucciso l'anno dopo in un agguato) a proporli per il soggiorno obbligato, che però venne respinto. Pochi giorni dopo il rigetto della proposta, la sera del 5 agosto 1989 uno dei fratelli, Gioacchino, venne assassinato a colpi di lupara in una pizzeria di Marina di Palma mentre il 4 ottobre successivo vennero trucidati altri due fratelli, Rosario e Carmelo, mentre si trovavano all'ospedale "Sant'Elia" di Caltanissetta.

### L'assassinio di Antonino Saetta
Il 25 settembre 1988 Pietro Ribisi fece parte del gruppo di fuoco mafioso che uccise il giudice Antonino Saetta insieme a suo figlio Stefano mentre erano di ritorno a Palermo, dopo avere assistito a Canicattì al battesimo di un nipote. Il giudice fu ucciso perché rifiutò di lasciarsi condizionare e modificare la sentenza d'appello con cui condannava all'ergastolo Giuseppe Madonia (figlio del boss Francesco e "figlioccio" di Totò Riina) per l'assassinio del capitano dei Carabinieri Emanuele Basile.
Nel 2008 è diventata definitiva un'altra condanna all’ergastolo nei confronti di Pietro Ribisi e del fratello Ignazio nell’ambito del processo “Golden Market”, per l'omicidio di Pietro Giro, un autonoleggiatore di Palma di Montechiaro assassinato il 28 dicembre 1989 nei pressi della stazione centrale di Palermo dagli uomini di Totò Riina per ricambiare il "favore" dell'omicidio del giudice Saetta, poiché l'autonoleggiatore era cugino degli stiddari palmesi Salvatore e Giovanni Calafato, acerrimi nemici dei fratelli Ribisi.

### La morte e le polemiche
Pietro Ribisi morì impiccato l'11 ottobre del 2012 nel carcere di Carinola.
L'arcivescovo di Agrigento, Montenegro, non permise la celebrazione del funerale in chiesa per chi aveva ucciso e per chi in vita era stato membro di Cosa nostra.
Il figlio di Pietro Ribisi, Nicola ha respinto l'ipotesi che il padre si sia suicidato.